# نیانفو
نیانفو (به چینی‌:  念佛، به پین‌یین‌: niànfó؛ به ژاپنی‌: 念仏، nembutsu؛ به کره‌ای: 염불، yeombul؛ به ویتنامی: niệm Phật)، اصطلاحی است که بیشتر در شاخه پاک‌بوم مهایانه بوداگرایی رایج است و از اصطلاح buddhānusmṛti در زبان سانسکریت گرفته شده‌است که به معنی رهایی از ذهن در بودا (mindfulness of the Buddha) است. در شاخه پاک‌بوم بوداگرایی ژاپن از نامو آمیدا بوتسو به منظور بازگویی و تکرار نام  آمیتابا بودا استفاده می‌شود. این تکرارها را در مراقبه بکار می‌برند.
در سال ۱۲۰۷ میلادی، هون‌ئن و پیروانش از شهر کیوتو اخراج و تبعید شدند و رهبران شاخه‌های قدیمی‌تر بوداگرایی توانستند حکومت را متقاعد کنند که بکارگیری تعلیمات شاخه‌های جدید از جمله بازگویی نامو آمیدا بوتسو را ممنوع کند. این ممنوعیت در سال ۱۲۱۱ میلادی برداشته شد. 

## در دیگر زبان‌ها
از آنجایی‌که این عبارت از هندوستان به دیگر نقاط مختلف آسیای شرقی رفته است در زبان‌های مختلف شکل‌های متفاوتی پیدا کرده‌است.
| زبان     | چگونگی نوشتن                                   | تلفظ                                            |
| -------- | ---------------------------------------------- | ----------------------------------------------- |
| سانسکریت | नमोऽमिताभाय                                        | Namo Amitābhāya                                 |
| چینی     | سنتی: 南無阿彌陀佛 ساده‌شده: 南无阿弥陀佛       | Nāmó Ēmítuófó                                   |
| ژاپنی    | کانجی: 南無阿弥陀仏 هیراگانا: なむ あみだ ぶつ | Namu Amida Butsu                                |
| کره‌ای    | هانجا: 南無阿彌陀佛 هانگول: 나무아미타불       | Namu Amita Bul                                  |
| ویتنامی  | Nam mô A di đà Phật/南無阿彌陀佛               | Nammo Ayida Fut (جنوبی) Nammo Azida Fut (شمالی) |